# مارينو (بلدة)
مارينو (باللاتينية: Marinum)‏ هي مدينة إيطالية في لاتسو، إيطاليا. 21 كيلومتر (13 ميل) جنوب شرق روما، يبلغ عدد سكانها 37684، تشتهر المدينة بنبيذها الأبيض ومهرجان العنب الذي يحتفل به منذ عام 1924.